# Villers-en-Cauchies
Villers-en-Cauchies är en kommun i departementet Nord i regionen Hauts-de-France i norra Frankrike. Kommunen ligger i kantonen Carnières som tillhör arrondissementet Cambrai. År 2022 hade Villers-en-Cauchies 1 148 invånare.

## Befolkningsutveckling
Antalet invånare i kommunen Villers-en-Cauchies
| Referens: INSEE |